# Барретт, Дейв
Дэвид (Дейв) Барретт (англ. David "Dave" Barrett; 2 октября 1930, Ванкувер — 2 февраля 2018, Виктория) — канадский политик. Премьер-министр Британской Колумбии (1972—1975), депутат Палаты общин (1989—1993) от НДП. Офицер ордена Канады (2005).

## Биография
Дейв Барретт родился в 1930 году в Ванкувере в рабочей еврейской семье; сам он впоследствии определял политические воззрения отца как фабианский социализм, а отца — как коммунизм. По окончании школы продолжил образование в США, где получил степени по философии в Сиэтлском университете и по социальной работе в Сент-Луисском университете. Вернувшись в 1957 году в Британскую Колумбию, устроился на работу в исправительное учреждение Хейни. В этот же период он вступил в брак с Ширли Хакман, в котором родились трое детей.
Присоединившись к Кооперативной федерации общего благосостояния, Барретт в 1960 году выиграл выборы в законодательную ассамблею Британской Колумбии от избирательного округа Дьюдни. Затем как кандидат Новой демократической партии выигрывал выборы в законодательное собрание провинции в 1963, 1966 и 1969 годах. В 1969 году Барретт был также избран председателем отделения НДП в Британской Колумбии после того, как предыдущий лидер, Том Бергер, проиграл выборы в законодательное собрание в своём округе.
С 1969 по 1972 год Барретт занимал в законодательном собрании пост лидера оппозиции. На выборах в сентябре 1972 года НДП впервые в своей истории одержала победу, и Барретт занял кресло премьер-министра Британской Колумбии. Его правительство оставалось у власти три года, за это время инициировав многочисленные социальные реформы, включая расширение общественного сектора экономики, создание государственной страховой корпорации, введение налога на пользование минеральными ресурсами и моратория на застройку сельскохозяйственных земель (сопровождавшегося формированием Резерва сельскохозяйственных земель, существующего и в XXI веке), развитие общественного транспорта, а также учреждение программы провинциальных субсидий на лекарственные средства и наделённого большими полномочиями Совета по трудовым отношениям. В эти годы была также запрещена добыча полезных ископаемых в парковых зонах и отменены по инициативе министра образования Эйлин Дэйли физические наказания в школах. В общей сложности за три года кабинет Барретта провёл через законодательное собрание более 400 законопроектов.
Газета Barron's называла Барретта «северным Альенде». Высокая законодательная активность правительства Барретта и падение доходов провинции позволили более консервативной Партии социального кредита отстранить новых демократов от власти на выборах 1975 года. Сам Барретт проиграл выборы в своём округе на 19 голосов и вернулся в законодательное собрание на следующий год, выиграв внеочередные выборы в избирательном округе Ванкувер-Восточный и вновь заняв пост лидера оппозиции. После очередного поражения НДП на провинциальных выборах 1983 года он подал в отставку с должности лидера партии.
С 1984 года Барретт вёл ток-шоу на ванкуверском радио. В конце 1986 года он объявил о возвращении в политику и намерении баллотироваться на сей раз в федеральный парламент. В конце 1988 года Барретт, представлявший НДП, выиграл парламентские выборы в федеральном округе Эскимо — Хуан-де-Фука. В Палате общин Канады он был официальным критиком правительства по вопросам торговли, в том числе в 1991—1992 годах — международной торговли (по ведомству МИДа). В 1989 году, после отставки Эда Бродбента, Барретт выдвинул свою кандидатуру на пост национального председателя НДП. В ходе кампании он акцентировал нужды западных провинций, выступая против сильного квебекского сектора в партии, и в итоге проиграл выборы Одри Маклаклин. В 1993 году он проиграл выборы в Палату общин от округа Эскимо — Хуан-де-Фука кандидату от Реформистской партии Киту Мартину.
После ухода из большой политики Барретт продолжал давать лекции на социальные и политические темы. В 2005 году он был произведён в офицеры Ордена Канады; среди его заслуг были упомянуты прогрессивные реформы в области социальной защиты, здравоохранения и экологии, в том числе учреждение гарантированного дохода для пенсионеров и провинциального совета по правам человека. В 2010 году в его честь была названа видовая площадка в провинциальном парке Сайпресс, который был учреждён в период его премьерства. В 2012 году Барретт был также награждён орденом Британской Колумбии. Он умер в феврале 2018 года от болезни Альцгеймера.